# Seeheim (Namibia)
Seeheim – miejscowość w regionie !Karas w Namibii, położona około 35 km na południowy zachód od Keetmanshoop przy drodze krajowej B4 do Lüderitz.

## Historia

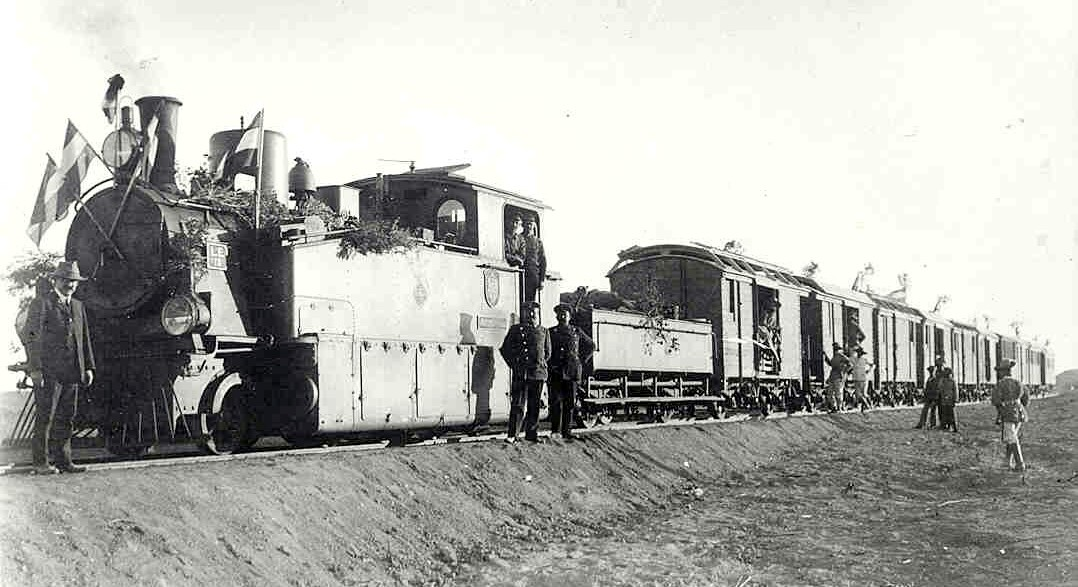
Lokomotywa parowa DSWA 2-8-0T Nr. 11 podczas otwarcia linii do Lüderitz (1908)

Seeheim zostało założone w 1896 roku jako baza dla niemieckiego Schutztruppe. Podczas budowy linii kolejowej Lüderitz – Seeheim w roku 1907 do osady dotarła kolej. Rok później, po otwarciu linii kolejowej do Karasburga Seeheim stało się stacją węzłową. W czasach gorączki diamentów w Niemieckiej Afryce Południowo-Zachodniej Seeheim składało się głównie z dwóch hoteli, gdzie podróżujący z Windhuk mogli spędzić noc czekając na połączenie kolejowe do Lüderitz. W latach 40 i 50 XX wieku miejscowość rozrosła się do tego stopnia, że powstał tu kościół i szkoła, które zostały później opuszczone. W 1974 roku, droga krajowa B4 została poprowadzona nową trasą i nie prowadzi już bezpośrednio przez Seeheim, a hotel został zamknięty.

## Seeheim obecnie
W 2004 roku hotel został ponownie otwarty, a właściciele prowadzą poza tym małą stolarnię meblową. Na linii kolejowej do Lüderitz nie jest prowadzony ruch pasażerski. Odcinek pomiędzy Aus i Lüderitz był w latach 2001-2014 modernizowany.